# Sophie Ingle
Pour les articles homonymes, voir Ingle.
Sophie Ingle, née le 2 septembre 1991 à Llandough, est une footballeuse internationale galloise évoluant au poste de milieu de terrain.

## Palmarès

### En club
Chelsea Ladies
- Vainqueur du championnat d'Angleterre en 2021 , 2023 et 2024
- Vainqueur de la Coupe d'Angleterre en 2023